# Larandeicus gryllocephalus
Larandeicus gryllocephalus är en insektsart som först beskrevs av Lucien Chopard 1934.  Larandeicus gryllocephalus ingår i släktet Larandeicus och familjen syrsor. Inga underarter finns listade i Catalogue of Life.